# Johann Georg Ferdinand von Damm
Johann Georg Ferdinand von Damm (* 3. März 1717 in Soest; † 18. Juli 1797 in Stettin) war ein preußischer Generalmajor, Kommandant der Festung Stettin sowie Amtshauptmann von Tangermünde.

## Leben

### Herkunft
Das Geschlecht von Damm gehörte zum braunschweigischen Stadtadel. Seine Eltern waren der Bürgermeister der Stadt Soest Friedrich Kurt von Damm (* 14. Februar 1672; † 16. Dezember 1740) und dessen Ehefrau Anname Maria Eleonore, geborene Schmithaufen genannt Schmitz (* 22. Juni 1684; † 9. August 1755), Tochter des Großrichters Arnold Willebrand von Schmitz.

### Militärlaufbahn
Damm ging 1736 als Gefreitenkorporal in das Infanterieregiment „von der Mosel“ in Wesel. Dort wurde er am 2. Dezember 1738 Fähnrich und am 30. Juni 1740 Sekondeleutnant. Während des Ersten Schlesischen Krieges wurde das Regiment 1741 zur Besetzung von Brieg kommandiert. Im Zweiten Schlesischen Krieg kämpfte Damm in der Schlacht bei Hohenfriedberg und nahm an der Belagerung von Cosel teil. Am 30. Mai 1749 wurde er zum Premierleutnant befördert. Am 8. Oktober 1753 erhielt er vom König Urlaub, um sich um seine Familienangelegenheiten kümmern zu können, am 11. Juli 1756 wurde er Stabskapitän. 
Während des Siebenjährigen Krieges wurde er in der Schlacht bei Prag schwer verwundet, verlor einen Fuß und war lange krank. Damm kam zurück und wurde am 22. Mai 1757 Kapitän und Kompaniechef. Nach dem Krieg wurde er am 11. September 1764 Major. Am 4. Juni 1770 wurde er zum Regimentskommandeur ernannt. Am 21. Juni 1773 wurde er zum Oberstleutnant befördert und am 21. August 1776 erhielt er den Orden Pour le Mérite. Damm nahm am Bayerischen Erbfolgekrieg teil und wurde kurz danach am 24. November 1778 zum Oberst befördert.
Zum 11. April 1780 wurde er als Kommandeur in das Infanterieregiment „von Pfuhl“ versetzt, im selben Jahr wurde er vom König auch zum Amtshauptmann von Tangermünde ernannt. Dazu erhielt er am 14. Mai 1781 das Lehen Asseln (Havemannscher Hof) im Amt Unna (Westfalen), was einem Wert von ca. 1500 Talern entsprach. Am 23. Januar 1783 wurde er als Kommandant in die Festung Stettin versetzt, das brachte ihm eine Traktament von 600 Talern, zudem durfte er die Amtshauptmannschaft behalten. Dazu erhielt er am 22. Mai 1783 die Beförderung zum Generalmajor mit Patent vom 21. Mai 1783. Er starb am 18. Juli 1797 in Stettin und wurde am 22. Juli 1797 in Kloxin (Kreis Pyritz) beigesetzt. Das Gut hatte er kurz zuvor von Otto Friedrich Ludwig von Schack für 61.000 Taler gekauft.

### Familie
Damm heiratete am 5. Januar 1767 in Oels Karoline Leopoldine Marie Herault de Hautcharmoy (* 12. Oktober 1738; † 12. Juli 1815), erste Hofdame der Herzogin von Württemberg und Tochter des Generalleutnants Heinrich Karl Ludwig Herault de Hautcharmoy. Das Paar hatte mehrere Kinder, darunter:
- Maria Karoline Henriette Wilhelmine (* 3. Januar 1768)
- Bogislav Bertram Ferdinand Karl (* 18. Oktober 1776; † 20. Februar 1846), Herr auf Kloxin